# Żyłka medialna

Schemat użyłkowania z oznaczeniami w zmodyfikowanym systemie Comstocka-Needhama

Żyłka medialna, żyłka środkowa (łac. media, vena medialis, costa mediga, oznaczenie: M) – jedna z żyłek podłużnych w skrzydle owadów.
Żyłka medialna jest zwykle czwartą z głównych żyłek podłużnych. Leży za żyłką radialną, ale przed żyłką kubitalną. W archetypowym użyłkowaniu żyłka ta rozwidla się na dwie gałęzie, które dalej również rozgałęziają się dychotomicznie. Przednia z gałęzi jest wklęsła, nosi nazwę przedniej żyłki medialnej (łac. media anterior, vena medialis prima, vena medialis anterior) i oznaczona jest MA. Tylna z gałęzi jest wypukła, nosi nazwę tylnej żyłki medialnej lub sektora medialnego (łac. media posterior, sector medii, vena medialis secunda, vena medialis posterior) i oznaczana jako MP. Żyłka MA typowo rozwidla się na dwie gałęzie oznaczane MA1 lub M1 i MA2 lub M2, ale każda z nich może się również rozwidlać dając ostatecznie cztery gałęzie (MA1–4 lub M1–4). Tylna żyłka medialna typowo rozwidla się dychotomicznie dając cztery gałęzie, które z użyciem skrótu MP będą oznaczone MP1–4, natomiast przy użyciu skrótu M ich numer będzie zależny od tego czy rozwinięta jest żyłka MA i ile ma ona gałęzi. Poszczególne rozwidlenia żyłki medialnej noszą nazwę widełek medialnych (łac. furca medialis).
Obie z głównych gałęzi żyłki medialnej (MA i MP) zachowane są m.in. u jętek. U ważek zachowana jest tylko przednia z nich (MA), a u większości współczesnych nowoskrzydłych tylko tylna z nich (MP). Poszczególne odgałęzienia żyłki medialnej mogą się ze sobą zlewać w różnych kombinacjach i na różnych odcinkach. Cała lub część żyłki medialnej lub jej odgałęzień mogą się również zlewać z żyłką radialną lub jej odgałęzieniami, dając żyłkę radialno-medialną (R+M, łac. radiusmedia, vena radiomedialis) albo żyłką kubialną lub jej odgałęzieniami, dając żyłkę mediokubitalną (M+Cu, łac. mediocubitus, vena mediocubitalis). Szczególnie często zlane ze sobą są nasadowe odcinki żyłek radialnej i medialnej, tworząc wspólny trzon. Niekiedy niektóre odgałęzienia żyłki medialnej mogą mieć przebieg poprzeczny, np. żyłka M3+4 u muchówek krótkoczułkich kieruje się ku tyłowi i łączy z pierwszą gałęzią żyłki kubitalnej w żyłkę M3+4+Cu1.
U owadów nowoskrzydłych, jeśli nasadowy odcinek żyłki medialnej nie jest zlany z radialną, to połączony jest on ruchomo (stawowo) bądź nieruchomo (ciągłą sklerotyzacją) z odsiebną krawędzią tylnej płytki medialnej. U ważek nasadowa część żyłki medialnej jest zlana z radialną i wychodzi z płytki aksillarnej.
Pole między żyłką radialną a żyłką medialną nazywa się polem radialnym (łac. area radialis), a komórki znajdujące się w tym polu komórkami radialnymi. Z kolei pole między żyłką medialną a żyłką kubitalną nazywa się polem kubitalnym (łac. area cubitalis), a komórki znajdujące się w tym polu komórkami kubitalnymi. Pole obejmujące zarówno komórki radialne, jak i medialne nazywa się polem medioradialnym (łac. area medioradialis), a pole obejmujące zarówno komórki medialne, jak i kubitalne polem medioradialnym (łac. area mediocubitalis). Pola te wchodzą w skład remigium.
Żyłki poprzeczne żyłkę radialną z medialną określa się jako żyłki poprzeczne radialne (r-r, łac. venae transversales radiales). Zwykle pierwsza z nich, łac. vena transversalis radialis prima, wychodzi z początku pterostygmy, a druga z nich, łac. vena transversalis radialis secunda, dzieli komórkę radialną. Ponadto wyróżnia się żyłkę poprzeczną radialno-medialną (r-m, łac. vena transversalis radiusmedialis), która łączy najbardziej tylne odgałęzienie sektora radialnego z najbardziej przednią gałęzią żyłki medialnej. Żyłki poprzeczne łączące dwa odgałęzienia żyłki medialnej określa się jako żyłki poprzeczne medialne (m-m, łac. venae transversales mediales), a żyłki poprzeczne łączące odgałęzienia żyłki medialnej z odgałęzieniami żyłki kubitalnej jako żyłki poprzeczne medialno-kubitalne (m-cu, łac. venae transversales mediocubitales).

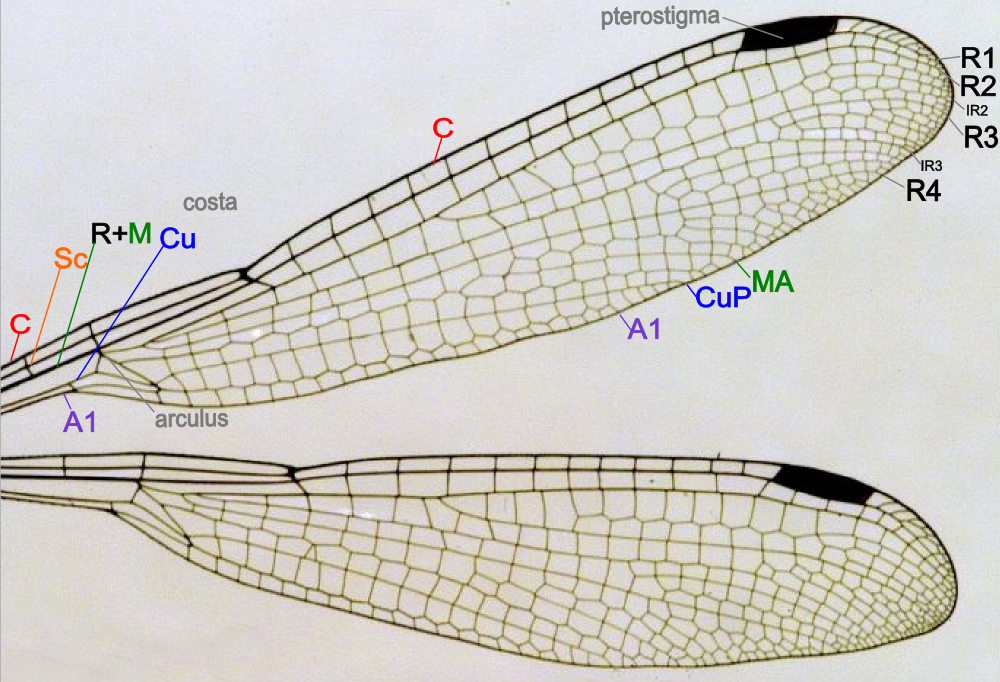
Użyłkowanie u ważki równoskrzydłej (żyłki radialna i medialna zlane na odcinkach nasadowych; R+M)
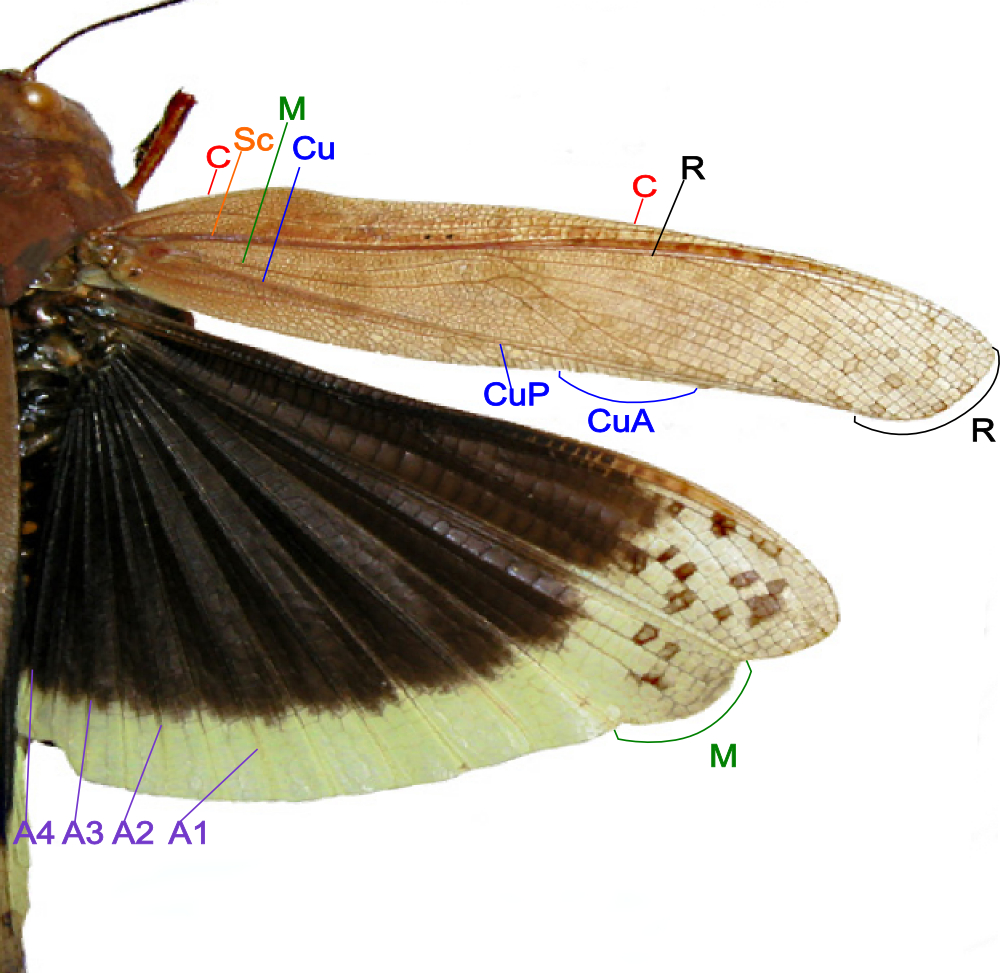
Użyłkowanie u prostoskrzydłego
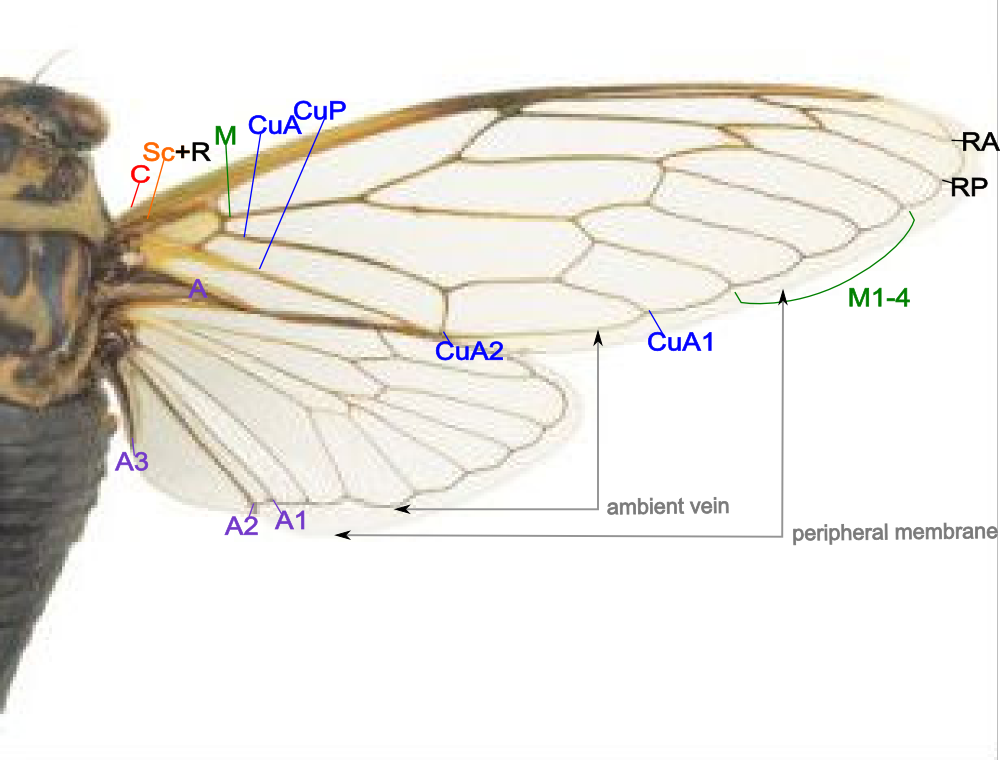
Użyłkowanie u pluskwiaka z podrzędu cykadokształtnych
Użyłkowanie u pluskwiaka z rodziny miodówkowatych
Użyłkowanie u błonkówki z rodziny gąsienicznikowatych
Silnie zredukowane użyłkowanie u błonkówki z nadrodziny bleskotek (brak żyłki medialnej)
Użyłkowanie u muchówki z rodzaju Rachicerus